# صالح محمدوف
صالح محمدوف (ترکی آذربایجانی: Saleh Ərşad oğlu Məmmədov؛ زادهٔ ۱۹۵۸ ‏(۶۷ سال)) سیاستمدار اهل جمهوری آذربایجان است.
وی همچنین برندهٔ جوایزی همچون نشان ترقی شده است.